# Fugenabdichtung
Unter Fugenabdichtung versteht man im Bauwesen und Karosseriebau den elastischen Verschluss einer Fuge mit elastomeren Dichtmaterial wie Dichtstoffen oder Fugenprofilen.

## Fugenabdichtung mit Dichtstoffen
Im Sanitärbereich werden vielfach Silikone zur Fugenabdichtung verwendet (siehe auch Silikonfuge). Dichtstoffe aus Acryl sind etwas weniger elastisch als Silikone und werden für Anschlussfugen außerhalb des direkten Nassbereichs verwendet, da sie im Gegensatz zu Silikon mit Farbe überstrichen werden können.
Mit aushärtendem Acryl oder Silikon verschlossene Fugen gelten in der Regel nicht als dauerhaft dicht gegenüber dem Eindringen von Wasser, da die anfängliche Flankenhaftung nur unter speziellen Bedingungen über einen längeren Zeitraum aufrechterhalten werden kann. Insbesondere wenn die Fugenmasse beim Abbinden Schwindung oder einer dauerhaften oder wechselnden Zugspannung ausgesetzt ist, ist meist von einer begrenzten Lebensdauer auszugehen. Zur Abdichtung von Feuchträumen fordert die DIN 18534 darum eine primäre Abdichtung mit Bitumenbahnen, bituminösen Spachtelmassen, Kunststoffbahnen oder eine sogenannte alternative Abdichtung bzw. Verbundabdichtung aus flächig aufgetragener flüssiger Kunststoffmasse.
Eine Ausnahme stellt die Verbindung von Silikon mit silikathaltigen Werkstoffen wie den meisten im Baubereich und im Aquarienbau verwendeten Gläsern dar, da diese eine innige Verbindung eingehen.

### Elastizität
Man unterscheidet zwischen elastischen oder plastischen Dichtstoffen. Zu den Einflussfaktoren gehören u. a. UV-Licht, Wärme, Fugenbewegungen und mikrobiologische Besiedlung (meist Schimmel) und Reinigungs- und Desinfektionsmittel.
Acryldichtstoffe z. B. sind im Gegensatz zum Silikon plasto-elastisch. Ihre Elastizität ist geringer als die silikonhaltigen Materials. Bei stärkerer Dehnung verformt sich Acryl dauerhaft, während silikonhaltige Werkstoffe entweder ihre ursprüngliche Form wiedergewinnen oder reißen.

### Ausbildung der elastischen Dichtfuge
Das elastische Fugenmaterial sollte die Fuge nicht nur optisch verschließen, sondern auch gegenüber Luft und Feuchtigkeit abdichten.
Die Maßänderungen an einer Bewegungsfuge dürfen nicht zu Dehnungen des Fugenmaterials führen, die größer sind als seine Bruchdehnung.
Je größer die an einer Fuge auftretenden Bewegungen, desto breiter muss die Fuge sein, um die Bewegung schadlos aufnehmen zu können. Bauteile aus Holz unterliegenden beispielsweise der Quellung und Schwindung bei Veränderungen des Feuchtegehalts und Kunststoffe sind von der Wärmedehnung deutlich stärker betroffen, als keramische Baustoffe oder Metalle.
Um die auf die Flanke der Fuge wirkende Zugspannung zu begrenzen, sollte die Tiefe der Fuge geringer ausfallen als die Breite der Fuge. Andernfalls droht ein frühzeitiger Verlust der Flankenhaftung. Auch soll die Fugenmasse nur an den gegenüberliegenden Flanken der abzudichtenden Fuge haften, die möglichst gleichmäßig und parallel zueinander ausgerichtet sind. Eine zusätzliche Haftung des Fugenmaterials am Grund der Fuge wird als „Dreiflächenhaftung“ bezeichnet und ist zu vermeiden, da dies die wirksame elastische Fugenbreite reduziert, wodurch sich die auf die Flanke wirkende Zugspannung im Falle einer Veränderung der Fugenbreite durch Bewegung der Bauteile erhöht.
Um die Haftung des Fugenmaterials am Fugengrund zu vermeiden und zugleich die Elastizität durch eine schlanke Ausbildung des Fugenquerschnitts zu maximieren, wird zunächst ein rundes Schaumstoffprofil in den Fugengrund eingelegt. Eine weiche, nachgiebige Rundschnur passender Dicke verhindert das Anhaften des Fugenmaterials am Fugengrund und führt zugleich zur Ausbildung eines vorteilhaften Querschnitts des Fugendichtstoffs in Form einer Sanduhr: Die Haftungsfläche an der Fugenflanke fällt möglichst breit aus, während die Mitte der Fuge schmal bleibt, um elastisch nachgeben zu können.
Das IVD-Merkblatt „Abdichtung von Bodenfugen mit elastischen Dichtstoffen“, herausgegeben vom Industrieverband Dichtstoffe legt die Mindestfugbreiten in Abhängigkeit von der zu erwartenden Temperaturdifferenz und dem Abstand von einer Bewegungsfuge bis zur darauffolgenden Fuge fest. Beispielsweise ergibt sich bei einem Abstand der Bewegungsfugen von 6 Metern, erwarteten Temperaturschwankungen von 40 °C und einer zulässigen Gesamtverformung (ZGV) des Dichtstoffs von 20 % eine Mindestbreite der Fuge von 15 mm und eine Tiefe von 10 mm. In Außenbereichen mit einer Temperaturdifferenz von 80 °C sind es im gleichen Fall 25 und 20 mm.

### Überstreichen der Dichtmasse
Im Gegensatz zu Silikondichtstoffen lässt sich Dichtmasse auf der Basis von Acryl überstreichen und überlackieren.
Bei höheren Anforderungen an die Beständigkeit der Dichtmasse und die Oberflächenqualität, etwa im Karosseriebau, werden bevorzugt  (MS-)Polymerdichtmassen eingesetzt.